# Pátečníci

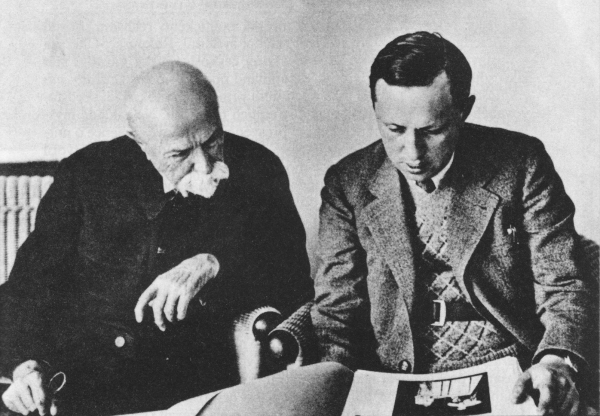
Die Pátečníci Thomáš Garrigue Masaryk und Karel Čapek

Pátečníci, deutsch etwa Die Freitagsrunde, war eine informelle Stammtischrunde tschechischer Persönlichkeiten aus Kultur und Politik, die sich seit 1925 in Prag traf und einen deutlichen Einfluss auf das gesellschaftliche Leben in der Tschechoslowakei der Zwischenkriegszeit ausübte.

## Geschichte
Die Bezeichnung Pátečníci wird abgeleitet vom tschechischen Wort pátek, was Freitag heißt, einem Tag an dem sich die Gruppe regelmäßig traf. Die ersten Zusammenkünfte datieren im Herbst 1924 und vor allem im Frühjahr 1925, als die ersten Schriftsteller sich meist bei ihrem Kollegen Karel Čapek oder wahlweise im damals berühmten Café Slavia trafen. Ab etwa 1926 erweiterte sich die Gruppe um einige Persönlichkeiten aus der Politik, darunter beispielsweise der Staatspräsident Tomáš Garrigue Masaryk und der Außenminister (und spätere Präsident) Edvard Beneš, die an den Gesprächen teilnahmen. Um diese Zeit wurde die Gruppe auch in der Öffentlichkeit eingehend bekannt, nachdem ein Treffen am Silvester 1926 zum Gegenstand eines über zwei Jahre dauernden Prozesses wurde, der in der Presse als die Silvester-Affäre bezeichnet wurde.
Zu der Gruppe gehörten verschiedene demokratisch gesinnte Intellektuelle, darunter die Schriftsteller Karel Čapek, Josef Čapek, Josef Kopta, Ferdinand Peroutka, František Langer, Eduard Bass, Karel Poláček, Vladislav Vančura, der Dichter František Kubka, der Maler und Kunstkritiker Adolf Hoffmeister, der Dramaturg Karl Kraus, der Historiker und Linguist Vilém Mathesius, der Soziologe Vasil Kaprálek Škrach, der Maler Václav Rabas, der Historiker Josef Šusta, der Ökonom und Abgeordnete Josef Macek, Politiker wie Tomáš Garrigue Masaryk, Jan Masaryk und Edvard Beneš und andere.

## Nachahmer
Die Idee eines Stammtisches am Freitag inspirierte nach 1989 etliche Gruppen, ebenfalls solche Stammtische zum Leben zu erwecken. Thematisch reichen sie von sozial-politischen Themen bis Fußball u. ä., haben jedoch mit der ursprünglichen Gruppe nichts gemeinsames.